# Паппул II
Паппул II (Паппол II; лат. Pappulus II; VII век) — епископ Женевы в середине VII века.

## Биография
Паппул II — один из глав Женевской епархии времён Тёмных веков Средневековья, о которых почти ничего не известно. В наиболее раннем из сохранившихся средневековых списков глав местной епархии, созданном в XI веке при епископе Фредерике, предшественником Паппула II на епископской кафедре в Женеве назван Граэк, а преемником — Роберт. Однако средневековые каталоги местных епископов содержат значительные неточности и ряд их сведений о главах Женевской епархии Раннего Средневековья считаются ошибочными. В том числе, из одиннадцати упоминавшихся в таких списках епископов между Паппулом II и жившим в первой половине IX века Альтадом достоверные свидетельства имеются только о трёх: Этоальде, Гозберте и Вальтерне. Предшествовавшим же Паппулу II известным епископом Женевы был живший в 620-х годах Абелен.
О происхождении и ранних годах жизни Паппула II сведений не сохранилось. Неизвестны и точные даты нахождения его на епископской кафедре. Единственное упоминание о Паппуле II в современных ему исторических источниках относится к 24 октября 650 года, когда он участвовал в синоде в Шалон-сюр-Соне. Участники этого собрания (в том числе, епископы Протасий Сьонский и Аррик Лозаннский) подтвердили свою приверженность исповеданию Никейского Символа веры, а также приняли несколько канонов о симонии, покаянии и соблюдении воскресного дня.
Известен фрагмент буллы, данной по просьбе епископа Мо Фарона одним из пап римских аббатству Святого Креста. Среди подписавших эту хартию есть и имя Паппула II. В документе отсутствует дата: предполагается, что он был изготовлен около 654 года.
Предполагается, что управление Паппулом II Женевской епархией не продлилось дольше 664 года, когда здешним епископом, возможно, уже был Этоальд.